# Kenneth Viglianisi
Kenneth Viglianisi (Scilla, 16 maggio 1992) è un cestista italiano con cittadinanza tedesca.

## Palmarès
- Campionato italiano dilettanti: 2

PMS Torino: 2012-13, 2014-15